# 토일
토일(1994년 12월 4일 ~)은 대한민국의 음악 프로듀서다.

## 방송
- 사인히어 (2019)
- 쇼미더머니 10 (2021) - 프로듀서